# Francisco Javier Carpio Pineda
Francisco Javier Carpio Pineda (Còrdova, 3 de novembre de 1971) és un exfutbolista andalús, que jugava com a davanter.

## Trajectòria
Format al planter del Sevilla FC, debuta al primer equip en la 92/93. Durant unes quantes temporades va ser davanter suplent del conjunt sevillista: del 92 al 96 juga 52 partits i marca un gol amb el Sevilla.
L'estiu de 1996 fitxa pel CF Extremadura, que debutava en la màxima categoria. Amb els d'Almendralejo, Pineda va ser titular i va marcar 4 gols. A l'any següent recala al Rayo Vallecano, amb qui juga dos anys a la Segona Divisió. Després marxaria al Getafe CF, on seria suplent de nou en la categoria d'argent.
A partir del 2001, la carrera de Pineda va començar el seu declivi, tot jugant en equips de Segona B i Tercera andalusa, com el Montilla (01/02), Oriola (02/03) i Carolinense (03/06). El 2002 va tenir una curta estada al GD Chaves, de la segona portuguesa.
Va ser internacional espanyol en categories inferiors.